# Запорізький деканат Донецького екзархату УГКЦ
Запорізький деканат Донецького екзархату Української греко-католицької церкви — церковна одиниця УГКЦ, що об'єднує парохії Запорізької області. Адміністративний центр — м. Запоріжжя. Декан — о. Мирослав Романів.

## Історія деканату
Донецький екзархат УГКЦ було створено 2 квітня 2014 року шляхом поділу Донецько-Харківського екзархату.  У складі екзархату 3 деканати, серед яких і Запорізький (а ще Краматорський та Донецький). З того часу адміністративний поділ екзархату залишався незмінним. Насамперед через малу кількість віруючих УГКЦ у цьому регіоні.

## Сьогодення деканату
Кількість парохій станом на січень 2011 року не перевищує 15. Кількість священників є меншою за кількість парохій і становить 11. Також працюють 3 монастирі: 2 чоловічих і 1 жіночий. Число віруючих близько 3-4 тис. осіб. За час існування єпархії відкрито 6 недільних шкіл (по 3 у кожній області). Керуючим призначено о. Андрія Бухвака.
Деканат має у своєму розпорядженні 5 приміщень, пристосованих для молитви (з них 3 на Дніпропетровщині). 4 приміщення орендуються (з них 1 — на Запоріжжі). Ведеться будівництво храму в Запорізькій області.

## Парохії, монастирі деканату

### Деканат
- м. Запоріжжя, вул. Вербова 11 о. Андрій Бухвак.

### Запорізька область
1. Храм святого Архистратига Михаїла, м. Запоріжжя, вул. Вербова 11;
2. Храм священного Йосафата, м. Бердянськ, вул. Чапаєва, 37-А.
3. Храм Різдва Пресвятої Богородиці, м. Мелітополь, вул.Осипенко 83
4. Церква-Каплиця Святого Володимира Великого в м. Запоріжжя.парк Гурова

### Дніпропетровська область
1. Храм Покрови пресвятої Богородиці, м. Дніпро, вул. Сташкова, 8;
2. Храм Покрови пресвятої Богородиці, Дніпровський район, с. Балівка, вул. Піонерська, 4;
3. Храм Преображення Господнього, м. Кам'янське, вул. Алчевська, 1-А;
4. Храм Покрови пресвятої Богородиці, Верхньодніпровський район, м. Верхньодніпровськ, вул. Щорса, 10;
5. Храм Різдва пресвятої Богородиці, м. Першотравенськ, вул. Котляревського, 3;
6. Храм Святої Трійці, м. Кривий Ріг, вул. Галана, 29.

## Виноски
1. ↑  В УГКЦ утворено Харківський екзархат. Архів оригіналу за 8 квітня 2014. Процитовано 8 квітня 2014.